# 斯壯羅山天文台
斯壯羅山天文台（英語：Mount Stromlo Observatory）位於澳大利亞坎培拉外圍，是澳大利亞國立大學（ANU）天文學和天體物理學研究院的一部分。2003年，澳大利亞最古老的望遠鏡和天文台的其他幾架望遠鏡被山火摧毀。

## 歷史
天文台於1924年在澳大利亞成立，名稱為英聯邦太陽天文台。在這之前的十年間，斯壯羅山遺址已經被用於觀測，彼得羅·巴拉奇於1911年使用位於那裡的奧迪望遠鏡建立了一個小型天文台。為容納奧迪望遠鏡而建造的圓頂是在新建立的澳大利亞首都領地建造的第一座英聯邦建築。在1911年，澳大利亞太陽天文台的一個代表團前往倫敦尋求英聯邦的援助。帝國聯盟尋求捐款以協助籌集資金。新首都的想法一經確立，就開始了確定該地點適宜性的調查工作。到1909年，澳大利亞科學促進會得到了休·馬洪（內政部長）的協助。在第二次世界大戰之前，天文台專門從事太陽和大氣觀測。戰爭期間，這些車間通過生產槍支瞄準器和其它光學設備為戰爭做出了貢獻。戰後，天文台轉向恆星和銀河天文學，並更名為英聯邦天文臺。天文台台長R.Woolley博士致力於獲得對更大反射鏡的支持，他認為南半球應該嘗試有效的與美國望遠鏡進行競爭。澳大利亞國立大學於1946年在附近的坎培拉成立，幾乎立即進行了聯合工作人員任命和研究生的學習。1957年，正式將斯壯羅山天文台合併，成為天文系的一部分。澳大利亞國立大學物理科學研究院，最終於1986年成立了天文學和天體物理學研究院。

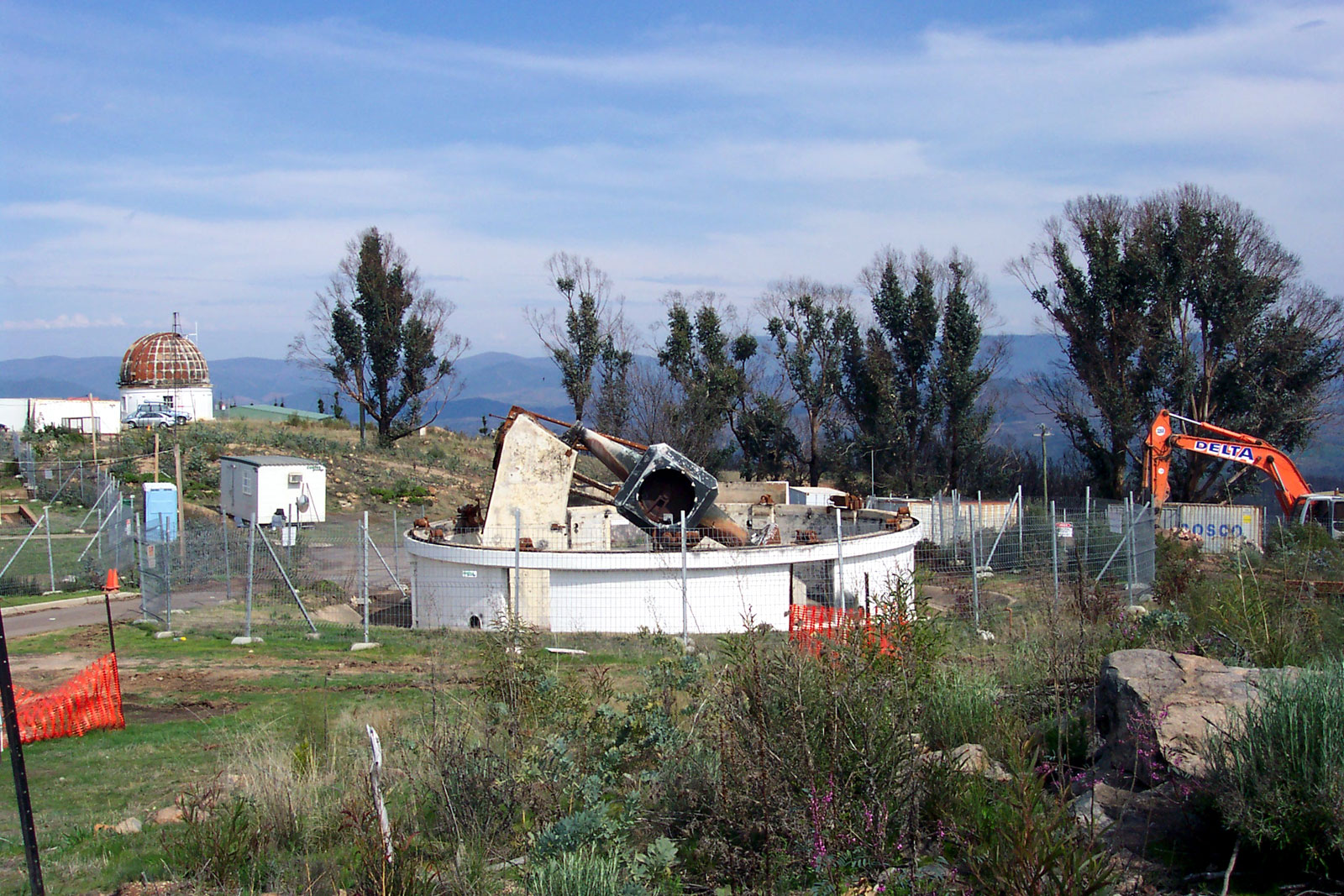
50 in大墨爾本望遠鏡圓頂的殘骸。

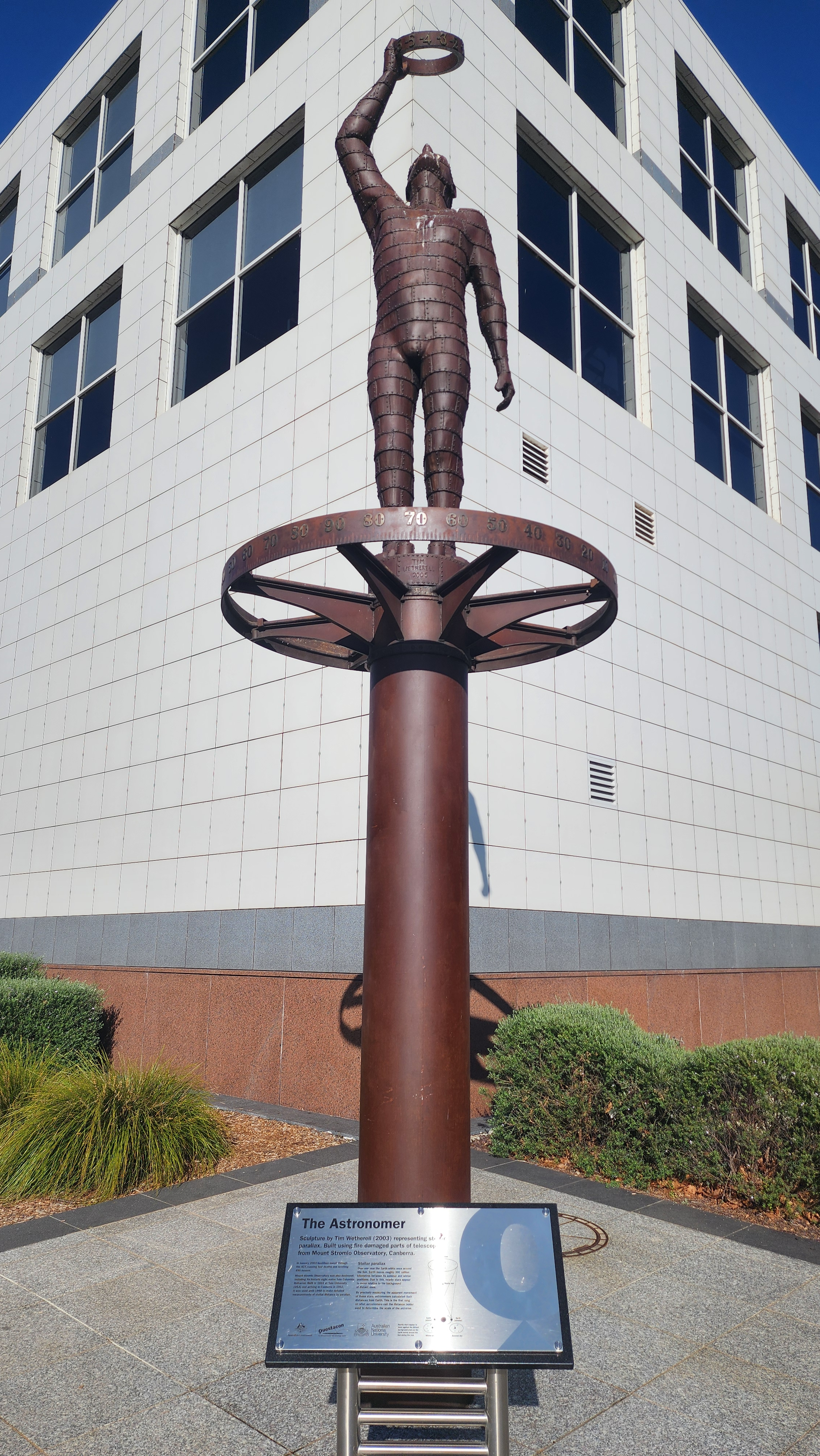
在澳大利亞首都領地坎培拉奎斯康Questacon，由科學家和藝術家Tim Wetherell創作，由耶魯-哥倫比亞折射鏡（望遠鏡）的方位環和其他部分製成（c 1925）：天文學家雕像和宇宙距離階梯的概念。該望遠鏡在燒毀了斯壯羅山天文台的2003年堪培拉丛林大火中被毀。

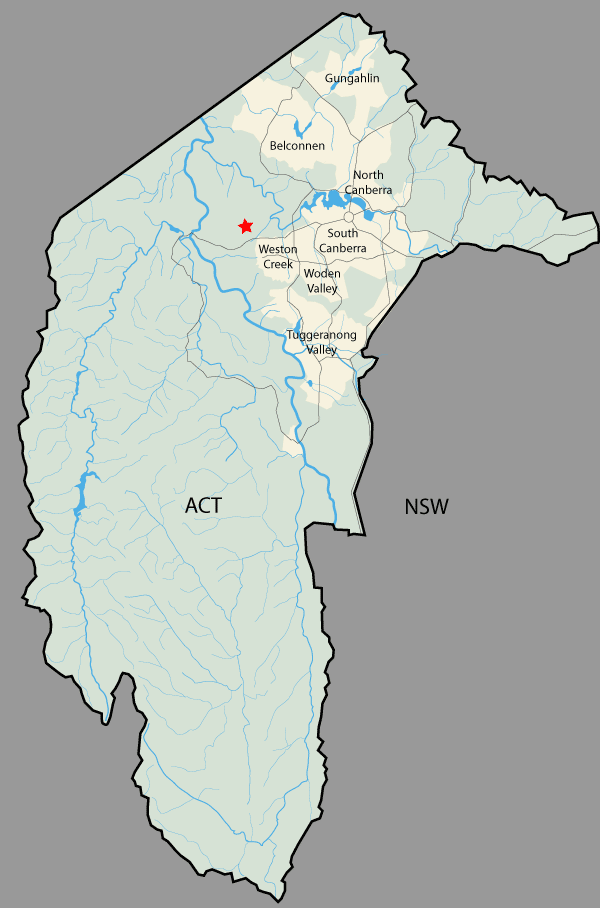
斯壯羅山地區的地圖。

2003年1月18日，毀滅性的坎培拉風暴襲擊了斯壯羅山（周圍是松林種植園），摧毀了五架望遠鏡、車間、七所房屋和列入遺產名錄的行政大樓。唯一逃離火災的望遠鏡是1886年的15釐米法納姆望遠鏡。火災的遺跡保存在澳洲國家博物館的藏品中。它們包括一個熔化的望遠鏡鏡和一塊熔化的光學玻璃（燧石）。後者有木炭和電線碎片，它們是由大火的猛烈熱量熔化而成的。
重建工作已經完成，天文台現在是巨型麥哲倫望遠鏡建設的主要合作夥伴。現任天文台台長是馬修·科利斯（英語：Matthew Colless）。
台長的住宅在2003年的火災中被毀，2015年重建並向公眾開放作為紀念館。
2023年，量子光學地面站發射升空。它允許使用調適光學和雷射進行每秒兆比特通信。

## 研究
1993年，MACHO項目首次探測到一顆恆星與另一顆恆星的引力透鏡，稱為微重力透鏡（Alcock等人，1993；帕欽斯基，1996年）。這一發現是通過用翻新的50英寸大墨爾本望遠鏡對麥哲倫雲進行重複成像而得到的，該望遠鏡配備了8個2048乘2048畫素CCD的馬賽克。該相機由加利福尼亞州粒子天體物理中心（CFPA）建造，當時是有史以來最大的數位相機（Frame和Faulkner 2003）。MACHO項目總共進行了2000多億次恆星量測，處理在天文台和勞倫斯利佛摩國家實驗室的數據。
布萊恩·施密特組織了一個國際合作組織，稱為高紅移超新星搜索隊，利用Ia超新星型研究宇宙膨脹的變化率。1998年，研究小組得出結論，宇宙膨脹與預期相反，是加速膨脹。這種普遍的加速暗示了暗能量的存在，並被《科學》雜誌評為1998年的頂級科學突破。因為這些觀測為宇宙加速提供了證據，布萊恩·施密特與索羅·珀爾穆特和亞當·黎斯共同獲得2011年的諾貝爾物理學獎。
由馬修·科利斯共同領導的2度視場星系紅移巡天於1997年至2002年4月11日在英澳天文臺（AAO）用3.9米英澳望遠鏡執行，進行了有史以來最大的星系紅移調查。 該調查總共量測了245,000多個星系，與史隆數位巡天一起，提供了低紅移宇宙中大尺度結構的最終量測結果。

## 先進的儀器
斯壯羅山天文台的儀器小組為雙子星天文台建造了兩台儀器。這包括部署在北雙子的近紅外積分場光譜儀NIFS和南雙子座的自我調整光學成像儀GSAOI。NIFS在接近完工時，在2003年1月18日的山火中被毀並重建。
一架新的快速量測望遠鏡SkyMapper於2014年建成。SkyMapper位於澳大利亞國立大學的另一個天文台（賽丁泉），可以在斯壯羅山遠端操作。
斯壯羅山有一個由法國的CNES安裝在澳大利亞的DORIS地球站。

## 位置
斯壯羅山天文台位於位於坎培拉市中心以西，靠近韋斯頓灣區，海拔770米的斯壯羅山上。坎培拉的主要供水處理廠就在附近。

## 工程遺產獎
天文台收到了澳大利亞工程師頒發的工程遺產國際標記，作為其澳大利亞工程遺產認可計畫的一部分。

## 進階讀物
R. Bhathal, R. Sutherland, & H. Butcher (2013), Mt Stromlo Observatory, CSIRO Publishing, Melbourne VIC, ISBN 9781486300754

## 外部連結
- SkyMapper Website.
- Mt. Stromlo. SLR Global Performance Report Card